# 아제르바이잔 육군
아제르바이잔 육군(아제르바이잔어: Azərbaycan Silahlı Qüvvələri Quru Qoşunları)은 아제르바이잔군의 육군 부대이다. 소련의 붕괴 이후, 아제르바이잔은 전문적이고 잘 훈련된 이동식 군대를 만들기 위해 노력해 왔다. 2013년 통계에 따르면, 약 56,850명의 육군 병력과 15,000명의 추가 준군사 병력을 보유하고 있다. 게다가, 지난 15년 동안 군복무를 한 전직 군인들이 30만 명이나 된다.
보도에 따르면, 전시에 육군은 주 방위군, 아제르바이잔 내부 부대 및 주 국경 서비스의 지원을 요청할 수 있다. 정확한 전시 지휘 체계는 여전히 불분명하다.

## 역사
소련 시대에 아제르바이잔은 트란스캅카스 군관구의 일부였고, 공화국 내의 군대는 제4군이 지휘했다. 제4군은 3개의 자동차 소총 사단(간자의 23 경비 자동차 소총 사단, 랜캐란의 60 자동차 소총 사단, 바쿠의 295 자동차 소총 사단)과 미사일 및 방공 여단, 포병 및 로켓 연대를 포함한 군대로 구성되었다. 아제르바이잔은 또한 주요 미사일 포병국의 49번째 무기고를 주최했으며, 10억 단위 이상의 탄약과 저장고를 보유한 7,000개 이상의 열차 차량 탄약을 보유하고 있었다. 또한, 제7근위군의 일부인 제75기동소총사단은 나흐츠반 자치 공화국에 있었다.
1992년 여름, 아제르바이잔 대통령이 아제르바이잔 영토의 부대와 대형의 민영화에 대한 결의안을 제출한 후, 아제르바이잔 국방부는 제295 자동차 소총 사단의 제135 및 제139 자동차 소총 연대의 차량과 무기를 통제할 것을 요구하는 최후통첩을 보냈다. 1992년 아르메니아군이 스테파나케르트에서 철수하면서 점령한 제23사단 제366근위기동소총연대의 장비의 절반 이상을 제외하고는 제4군과 제49무기고의 이전은 1992년에 완료되었다. 따라서 1992년 말까지 아제르바이잔 정부는 지정된 육군 부대와 함께 약 3개의 모터 라이플 사단에 충분한 무기와 군사 장비를 제공받았다. 75사단의 창고와 장비는 나흐츠반 정부에 넘겨졌다. 이전의 사단 본부는 군단 본부의 형성에 기여했을 것이다.

## 구조

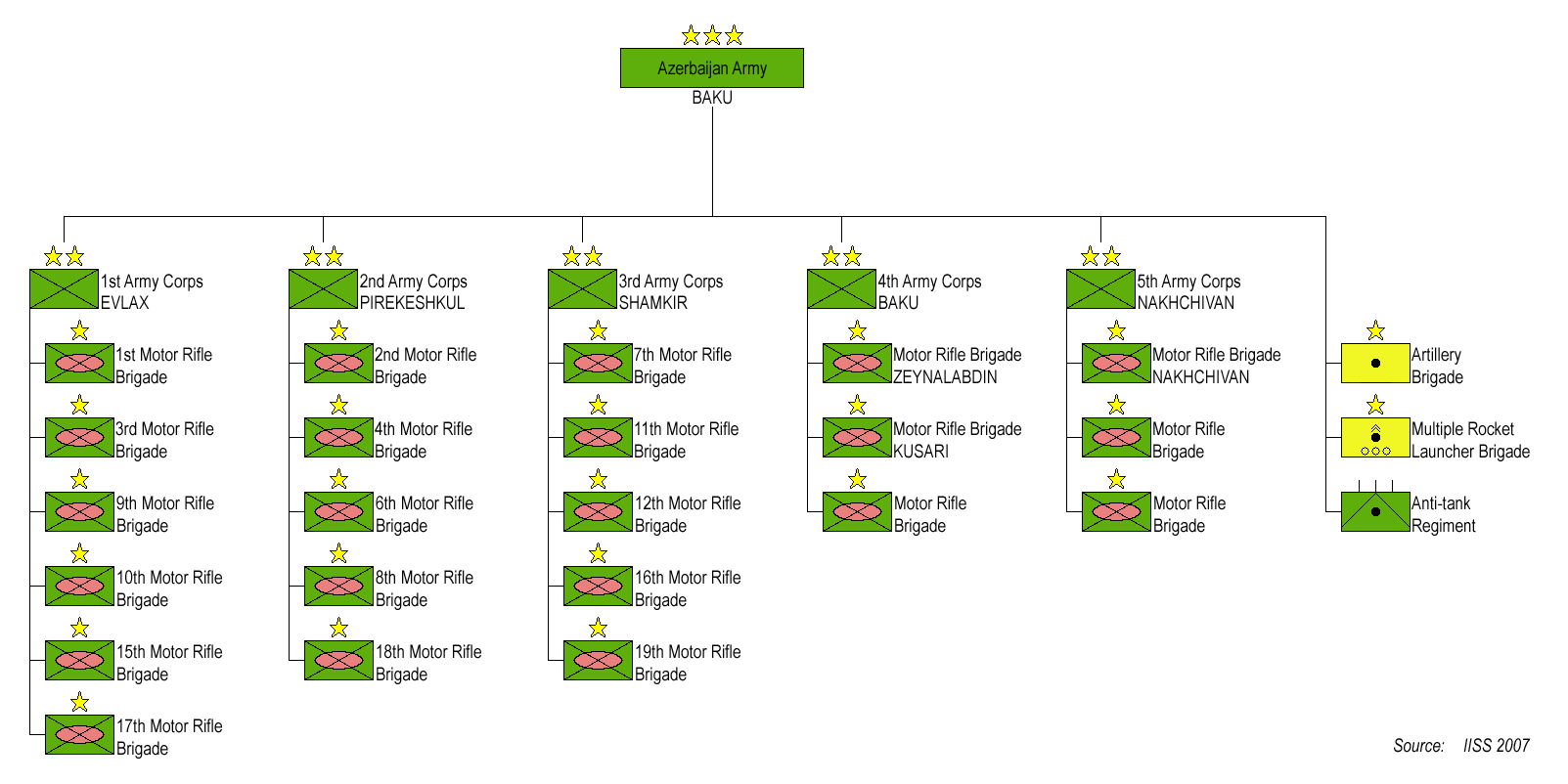
2007년 아제르바이잔 육군 구조

아르메니아군의 반대로 아제르바이잔군은 나고르노카라바흐에서 철수했고 1990년대 중반에는 여단을 중심으로 재편성되었다. 기동대는 1995년 이후 꾸준히 20여개 여단과 연대의 병력을 유지해 왔지만, 최근에는 서서히 증가하고 있다. 1990년대에 이 여단들은 제701자동차소총여단 (1군단), 제708자동차소총여단 (1군단), 제130자동차소총여단 (1군단), 제161자동차소총여단 (2군단), 제709자동차소총여단 (2군단), 제112자동차소총여단을 포함했을 것이다.

## 같이 보기
- 아제르바이잔군